# Bergsholmen
Bergsholmen est une île norvégienne du comté de Hordaland appartenant administrativement à Tysnes.

## Description
Rocheuse et couverte d'une légère végétation à l'exception d'une pointe nord totalement aride, elle s'étend sur environ 244 m de longueur pour une largeur approximative de 169 m. 